# Moyen gallois
Le moyen gallois Cymraeg Canol en gallois moderne est une variété historique du gallois parlée du XIIe au XIVe siècle. Elle fait suite au vieux gallois.
Sa phonologie est proche du gallois moderne avec quelques différences[évasif].
L’orthographe du moyen gallois n’était pas standardisée et varie d’un manuscrit à l’autre.